# Хульдаи, Рон
Рон Хульдаи́ (ивр. רון חולדאי‎; род. 26 августа 1944) — израильский политический деятель, мэр Тель-Авива.
Родился 26 августа 1944 года в кибуце Хульда в семье репатриантов из Лодзи (Польша). Отец, Озер Хульдаи (при рождении Обежански), был одним из основателей кибуца и изменил свою фамилию по его названию. В 1963 году Рон Хульдаи был призван в Армию обороны Израиля, прошёл отбор в лётчики и, став кадровым военным, прослужил до 1989 года, уволился в запас в звании бригадного генерала. В 1992 году стал директором гимназии «Герцлия».
Закончил исторический факультет Тель-Авивского университета и университета Оберн, а также Военный колледж ВВС США.
В 1998 году был избран на пост мэра Тель-Авива от партии Авода, и затем ещё четырежды, в 2003, 2008, 2013, 2018 и 2024 годах, переизбирался на эту должность.

## Ранняя жизнь
Он родился в 1944 году в Хульде (его фамилия происходит от названия кибуца), один из трех братьев, родившихся в семье польских еврейских иммигрантов, переехавших в Палестину из Лодзи. Его отец Озер Обарзаньский был одним из основателей кибуца и директором его школы, а мать Хана была учительницей и руководила организацией представлений в кибуце.  Хульдаи вырос в кибуце. Он учился в Тель-Авивском университете, Обернском университете в Монтгомери, Военно-воздушном колледже на авиабазе Максвелл в Монтгомери, штат Алабама, и по программе продвинутого менеджмента в Уортонской школе бизнеса Пенсильванского университета.

## Военная служба
В 1963 году Хульдаи был призван в Армию обороны Израиля и вступил в израильские ВВС, где служил боевым летчиком и стал кадровым офицером. Во время Шестидневной войны он участвовал в операции «Фокус» и участвовал в многочисленных миссиях, в которых он сбил три вражеских самолёта. Впоследствии он участвовал в войне на истощение и после этого был назначен заместителем командира 105-й эскадрильи.
Когда началась война Судного дня, он взял на себя роль исполняющего обязанности командира 201-й эскадрильи «Фантом», заменив Ифтаха Земера, который временно находился в Соединенных Штатах. Хульдаи командовал эскадрильей в операции «Модель 5», миссии, которая привела к значительным повреждениям подразделения, пока его не заменил Эйтан Бен Элияху. На тринадцатый день войны он возглавил атаку на египетскую батарею ЗРК, и во время этой миссии его самолет был подбит ракетой, что привело к аварийной посадке на авиабазе Рефидим. На восемнадцатый день конфликта Хульдаи возглавил четверку секретных самолетов, нацеленных на топливные объекты на севере Сирии. Во время этой операции он вступил в воздушный бой и успешно сбил МиГ-21. Всего за время войны он сбил три самолета противника.
Впоследствии он был назначен командиром 140-й эскадрильи Douglas A-4 Skyhawk, а позже взял на себя роль командира 105-й эскадрильи. Хульдаи занимал несколько ключевых руководящих должностей, в том числе был командиром авиабазы Неватим, авиабазы Хацерим, Школы подготовки пилотов ВВС, а также координатором государственных органов и руководителем гражданских строительных проектов для ВВС Индии. Он покинул ВВС Индии в 1989 году в звании бригадного генерала.
После выхода в отставку в 1989 году он занялся частным сектором. Проведя два года за продажей кондиционеров в Нигерии, он вернулся в Израиль и руководил закрытием строительного завода в Рамле. Затем он стал директором престижной еврейской средней школы в Герцлии на шесть лет до 1998 года.

## Политическая карьера
Хульдаи является членом израильской Лейбористской партии «Авода». В 1998 году Хульдаи принял участие в выборах мэра Тель-Авива после того, как действующий мэр Рони Мило объявил, что не будет баллотироваться на второй срок. Хульдаи баллотировался в качестве независимого кандидата от партии «Тель-Авив 1» при поддержке партии «Авода». Он был избран примерно 50 % голосов, в то время как его главный соперник Дорон Рубин получил около 25 % голосов. Его партия получила пять мест в городском совете.
Хульдаи был переизбран в 2003 году с 62 % голосов, снова в 2008 году с 50,6 % в 2013 году с 53 % и снова в 2018 году с 46 %. Он планировал баллотироваться в Кнессет на выборах в законодательные органы Израиля в 2021 году в составе новой левой партии под названием «Израильтяне». К партии присоединились министр юстиции Ави Ниссенкорн и депутат Кнессета Эйнав Кабла, которые покинули партию «Синие и белые». Однако 31 января 2021 года Ниссенкорн покинул партию, как сообщается, в качестве предварительного условия лидера израильской партии «Авода» Мерав Михаэли для слияния обеих партий, а 4 февраля 2021 года Хульдаи объявил, что партия не будет участвовать в выборах, так как не смогла достичь избирательного соглашения с другими партиями.